# Столбово (Каменський район)
Столбо́во (рос. Столбово) — село у складі Каменського району Алтайського краю, Росія. Адміністративний центр Столбовської сільської ради.

## Населення
Населення — 924 особи (2010; 1239 у 2002).
Національний склад (станом на 2002 рік):
- росіяни — 95 %